# دفع‌الله سلطان فرح
دفع‌الله سلطان فرح (انگلیسی: Dafallah Sultan Farah؛ زادهٔ ۱۹۴۹) دونده دو نیمه‌استقامت اهل سودان بود.